# Elisa’s
Elisa’s ist eine Dansband aus Skaraborg in Schweden. 

## Bandgeschichte
Die Band wurde von damals 18- bis 20-jährigen Studenten der Musikhochschule Skövde gegründet, die zunächst musikalisch nur als Freizeitbeschäftigung wirkten.
2010 gewann die Band den schwedischen Musikpreis Dansbandskampen, deren Verleihung im schwedischen Fernsehen bei Sveriges Television alljährlich ausgestrahlt wird. Elisa's gewann diesen Preis 61,3 % der Zuschauerstimmen vor den Bands Willez und CC & Lee. 2011 nahm die Band an der Musik-Fernsehshow Allsång på Skansen teil.

## Diskografie

### Alben
- 2011: Det här är bara början
- 2012:  Det sa klick!
- 2013: Be mig! Se mig! Ge mig!
- 2013: En gnistrande Jul
- 2014: Det ska va lätt
- 2015: Utekväll

### Singles
- 2010: Hey Go So Long
- 2010: Om du säger att du älskar mig
- 2012: Jag säger som det är
- 2013: Be mig! Se mig! Ge mig!